# Batrachotrema petropedatus
Batrachotrema petropedatus är en plattmaskart. Batrachotrema petropedatus ingår i släktet Batrachotrema och familjen Batrachotrematidae. Inga underarter finns listade i Catalogue of Life.